# Burg Rabenstein (Kärnten)
Die Burg Rabenstein, eine ehemalige Felsenburg 300 m südlich der Marktgemeinde Sankt Paul im Lavanttal in Kärnten, auf einem 691 m hohen, nach drei Seiten abfallenden Felshügel wurde nach 1100 zum Schutz des Stiftes St.Paul errichtet. Nach einem Brand im Jahr 1636 verfiel sie zur Ruine. Die erhaltenen Baubestände wurden ab Ende des 20. Jahrhunderts gesichert.

## Geschichte
Auf dem Rabensteinerberg oberhalb von St. Paul wurden jungsteinzeitliche Artefakte geborgen und in der Umgebung der St. Pauler Berge lassen sich bronze- und eisenzeitliche Besiedelungsspuren nachweisen. Insbesondere die Fundlage auf dem strategisch und klimatisch ideal gelegenen Felsenberg von Rabenstein ermöglichte eine Siedlungsdokumentation von der Urgeschichte bis in die frühe Neuzeit Als Engelbert I., Graf von Spanheim, das Stift St. Paul im Jahr 1091 gründete, wurde ein Beobachtungsturm zu einer Burg ausgebaut, die dem Stift als Schutz dienen sollte. Nach dem Tod Engelberts 1096 ging diese an dessen Sohn Siegfried II., Graf der Grafschaft Lebenau über.
Eine der ansässigen Familien der Burgherren nannte sich von Ramenstain (Rabenstein). Der Letzte dieses Geschlechts starb mit Albertus de Ramenstain im Jahr 1200 im Namensträgerstamm aus. Infolge der Vermählung Ulrichs von Peggau-Pfannberg († 1249) mit der letzten Lebenauerin gelangte die Burg an die Grafen von Pfannberg, vor allem aber an die Pfleger des Salzburger Erzbischofs, dem Rabenstein seit 1300 gehörte, welcher mit den Mönchen des Stiftes St. Paul meist in Streit und Fehde um die Verteilung der Einkünfte lag. Im Laufe der Zeit wechselten die Burgherren. Eines hatten diese aber meist gemeinsam; auch diese befanden sich oft im Streit mit dem Stift St. Paul. Es ging um Güter, Äcker, Wiesen, Wald und Weinbestände, sonstige Einkünfte und Dienstleistungen der Bauern in Erbuntertänigkeit.
Herzog Heinrich VI. von Kärnten beanspruchte nach dem Tod von Wenzel III., im Jahr 1306, und Rudolf, im Folgejahr, die böhmische Königskrone. Dies lag allerdings nicht in Interesse des Kaisers (Herzog) Albrecht I. Dieser ließ die Burg 1307 durch Otto von Weizzeneck belagern und schließlich auch zerstören, da die Burgherrschaft Rabenstein nicht an Albrecht übergeben sollten. Albrecht überließ die Liegenschaft dem Bischof von Salzburg, Konrad IV. von Fohnsdorf, den er als Berater hinzuzog. Der Bischof ließ die Burg umgehend wieder aufbauen und erweitern. Schließlich gab er Burkhard II. von Vanstorf die  Burg als Lehen.
Im Jahr 1461 kaufte Kaiser Friedrich III. die Burganlage.  Als Truppen der osmanischen Türken 1476 den Markt St. Paul niederbrannten, blieb die Burg unversehrt. Von seinem Vater erbte Kaiser Maximilian I. den Besitz. Er verkaufte ihn im Jahr 1514 an Franz von Dietrichstein auf Weichselstädt. Dessen Sohn, Seyfried von Dietrichstein auf Weichselstädt, ließ die Burg im Jahr 1567 zu einem Renaissanceschloss ausbauen. Die Feste blieb die folgenden 60 Jahre im Besitz des Adelsgeschlechts, kam vorübergehend in landesfürstlichen Besitz und wurde an Hans Ulrich von Eggenberg, Fürst von Eggenberg, verkauft, der sie 1629 weiterverkaufte.
So kam Burg Rabenstein als begehrter Besitz im Jahr 1629 wieder an das Stift St. Paul. Der damaligen Abt Hieronymus Marchstaller ließ die 1240 urkundlich genannte Kapelle barockisieren. Die neu gestaltete Kapelle wurde vier Jahre später eingeweiht. Abt Marchstaller soll gestört haben, dass man von der Burg mit einem Fernrohr in seine Zelle schauen und ihn beobachten konnte. Als im Jahr 1636 die Burg in einem Großbrand vernichtet wurde, fiel der Verdacht auf ihn, schon weil außer der Kapelle so gut wie nichts stehen blieb. Auch unvorsichtige Bauern wurden der Brandstiftung beschuldigt, wobei Abt Marchstaller als Auftraggeber verdächtigt wurde. Die Burg Rabenstein wurde danach nicht mehr wiedererrichtet. Drei Wände des einst quadratischen Bergfrieds und Reste von Palas und Zubauten des 13. und 14. Jahrhunderts sind auf dem Felsen oberhalb des Ortes zu sehen.
Nach der Aufhebung des Stiftes St. Paul durch Kaiser Joseph II. in den Josephischen Reformen im Jahr 1787 gingen die Besitzungen, darunter auch die Burgruine, an den Religionsfonds des Staates über. Im 19. Jahrhundert kam das Anwesen Rabenstein schließlich in Privatbesitz.

## Baubeschreibung

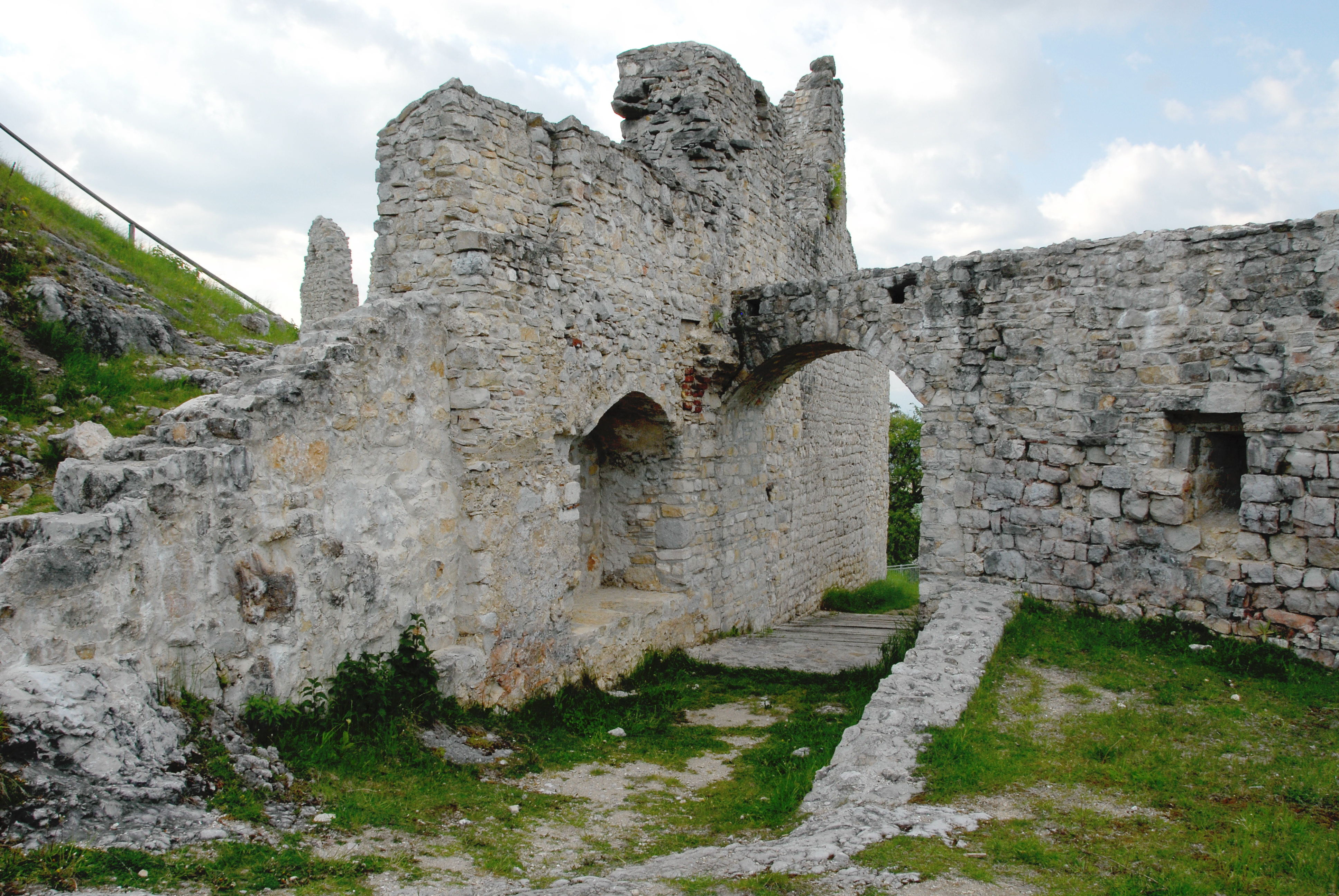
Mauerreste der Burg

Teile der aus dem 11. Jahrhundert stammenden, bis zu drei Geschoßen hohen Feste und der stark zerstörten Burgmauer aus dem 12. und 13. Jahrhundert sind heute noch sichtbar.
Am höchsten Punkt des schroff abfallenden Felshügels befindet sich der Bergfried, der im Jahr 1307 erbaut wurde. Der Palas sowie weitere Gebäude schließen südlich an den Bergfried an. Es sind immer noch Reste der Burgkapelle zu erkennen, ebenso die halbkreisförmige Barbakane im Norden. Im Lauf der Jahre wurde die Burgmauer fast vollständig abgetragen und  das Gestein als Baumaterial für umliegende Gebäude verwendet. Es war ein zweischaliges Mauerwerk, dessen äußere Schale durch die Witterung größtenteils zerstört worden ist.
Die Anlage wurde mit Hilfe der Marktgemeinde St. Paul, dem Arbeitsmarktservice, dem Land Kärnten und dem Bundeskanzleramt von 1997 bis 2002 renoviert.